# Biologische risicoklasse
De biologische risicoklasse (Engels: biological hazard class) is een norm die aangeeft voor welke gebruikssituaties houtsoorten geschikt zijn. Binnen de Europese Unie is deze vastgelegd door de Europese Norm 335. De norm geeft aan bij welke gebruikssituaties het hout bestand is tegen insecten, uitloging, houtrot en/of verblauwing van het hout. De biologische risicoklasse is van belang om te bepalen welke vorm van houtverduurzaming er voor een houttype nodig is. De biologische risicoklasse wordt naast de duurzaamheidsklasse (Europese Norm 350) gebruikt voor de analyse van houtsoorten.
De biologische risicoklassen zijn als volgt vastgelegd:
| Klasse | Omschrijving                                                      | Voorbeeld                          |
| ------ | ----------------------------------------------------------------- | ---------------------------------- |
| 1      | hout in binnentoepassingen, permanente droge omgeving             | houten plafonds in woonkamer       |
| 2      | hout niet in grondcontact of buiten, kan tijdelijk vochtig worden | timmerhout in sterk hellende daken |
| 3      | hout blootgesteld aan weersinvloeden, maar niet aan de grond      | timmerhout in vochtige lokalen     |
| 4      | hout voortdurend in grond- of watercontact (zoet water)           | palen in de grond of in vijvers    |
| 5      | hout blootgesteld aan zout water                                  | palen in zout water                |